# アンドレ・シトロエン公園

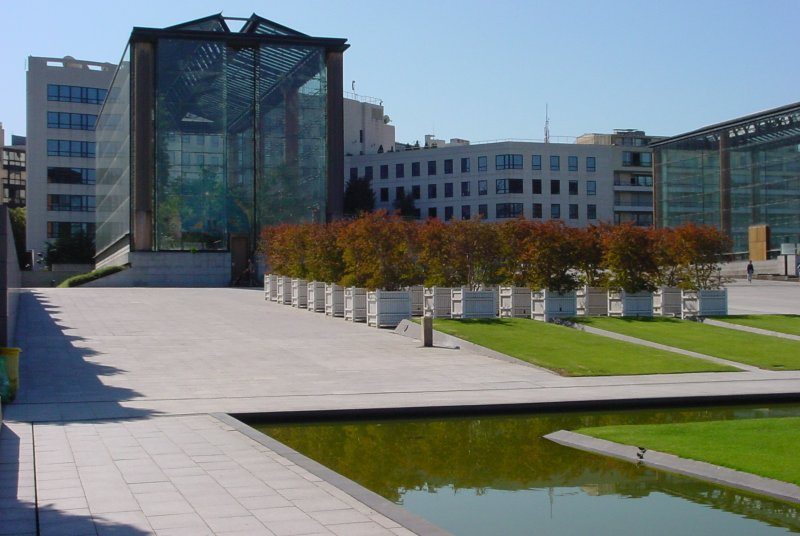
アンドレ・シトロエン公園の温室

アンドレ・シトロエン公園（Parc-André-Citroën）はパリ15区 セーヌ川左岸  のアベル地区にある14ヘクタール (35エーカー) の公共庭園。シトロエンの自動車製造工場跡地上に構築された 公園で、創業者アンドレ・シトロエンの名にちなんで名付けられている。
1986年初頭に着工され、1992年に開園。周囲は住宅と高層ビルが並んでいる。
1992年にオープン時、1世紀以上わたってパリで開設された公園の中で最大の公園。

## 所在地と交通案内
André- CitroënParkは、15 区の Montagne-de-la-Fage通り 2 番地にある。路線あり パリメトロ   パリ地下鉄10号線 （ Javel駅- AndréCitroën ）と路線でパリメトロ パリ地下鉄8号線（ LourmelとBalard駅）、RER C （ Pont du Garigliano 駅とJavel駅 ）、T3a路面電車線（ Pont du Garigliano駅 ）、RATPバスネットワークの 42と88番線でアクセス。

## 概要
大改造計画に続いて、パリではより身近な公共施設の工事が続くが、その一環で、90年代には新しい公園が次々と誕生し成熟した姿を見せていく。なかでも周辺環境との関係や自然との共生、市民の支持で高く評価されているアンドレシトロエン公園が80年代から続いた文化的再構築でパリが求めてきた都市公園の理想の姿をみせた。パリ南西部の端、セーヌ河岸に接したの公園は、名前が示すとおりシトロエン自動車工場跡地の再開発で生まれたもの。公園に先立ち、周辺には共同住宅やオフィス街、医療施設が造られ、そのモダンでシャープな街区に広がる開放的なデザインが特徴。

### 歴史
1915年、シトロエンはセーヌ川のほとりに工場を建設し、1970年代まで運営されていた。当時、24ヘクタール (59エーカー)の空き地となり、その後パリの都市計画で対処され、最終的にはアンドレシトロエン公園が誕生。
公園のデザイナーはフランスのペイザジストで、1990年代の初めにジル・クレモンとアラン・プロヴォ、そして建築家パトリック・ベルジェ、ジャン＝ポール・ヴィギエ、ジャン＝フランソワ・ジョドリらによって設計されていく。
ジル・クレマンと、アラン・プロヴォストがコンペティションに参加時、2人がそれぞれ別の建築家グループと組み、コンペ審査の結果2チームに分かれて競作することになった複合公園となる。

### 設計

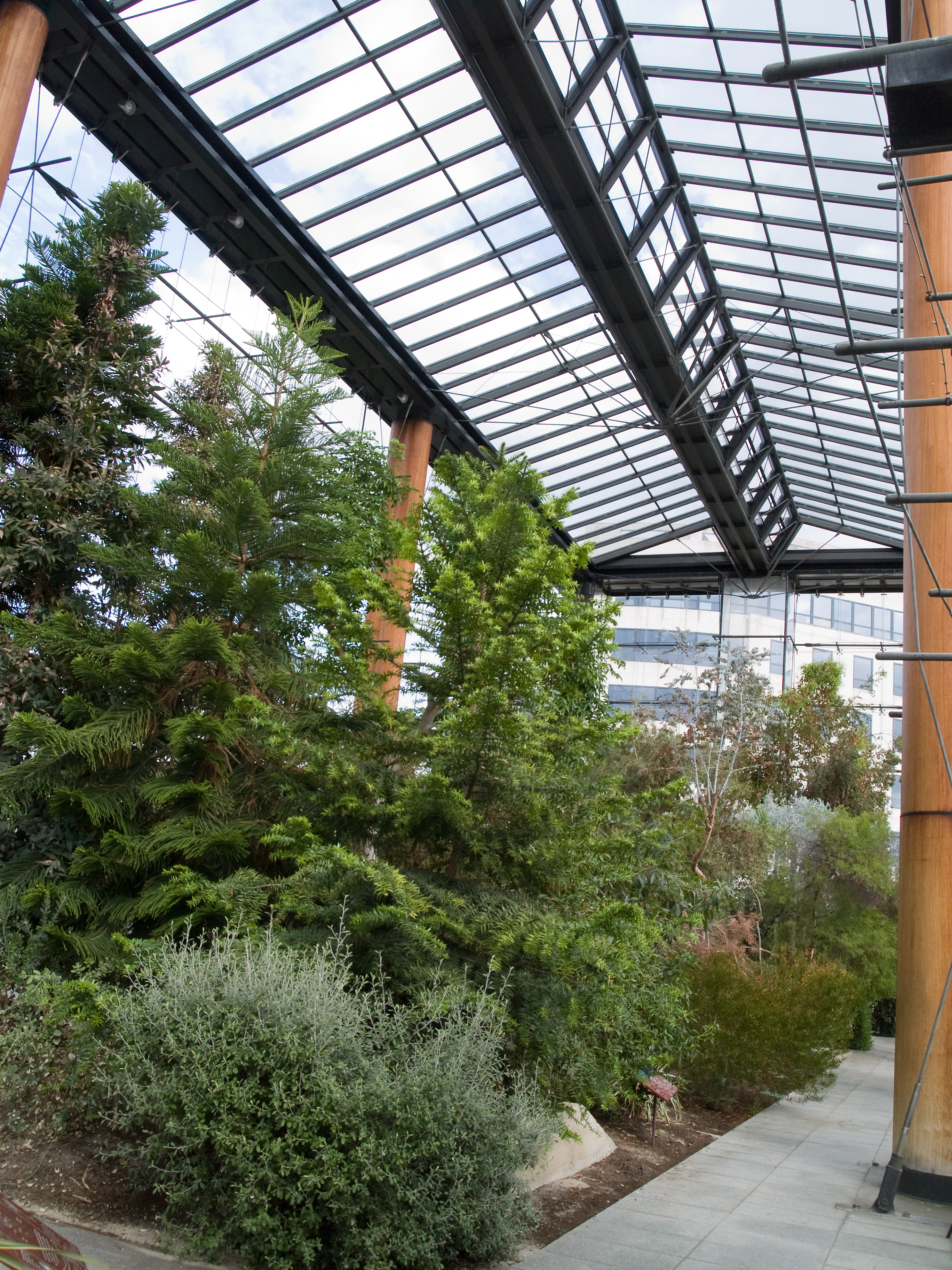
二つの温室のうちの一つ

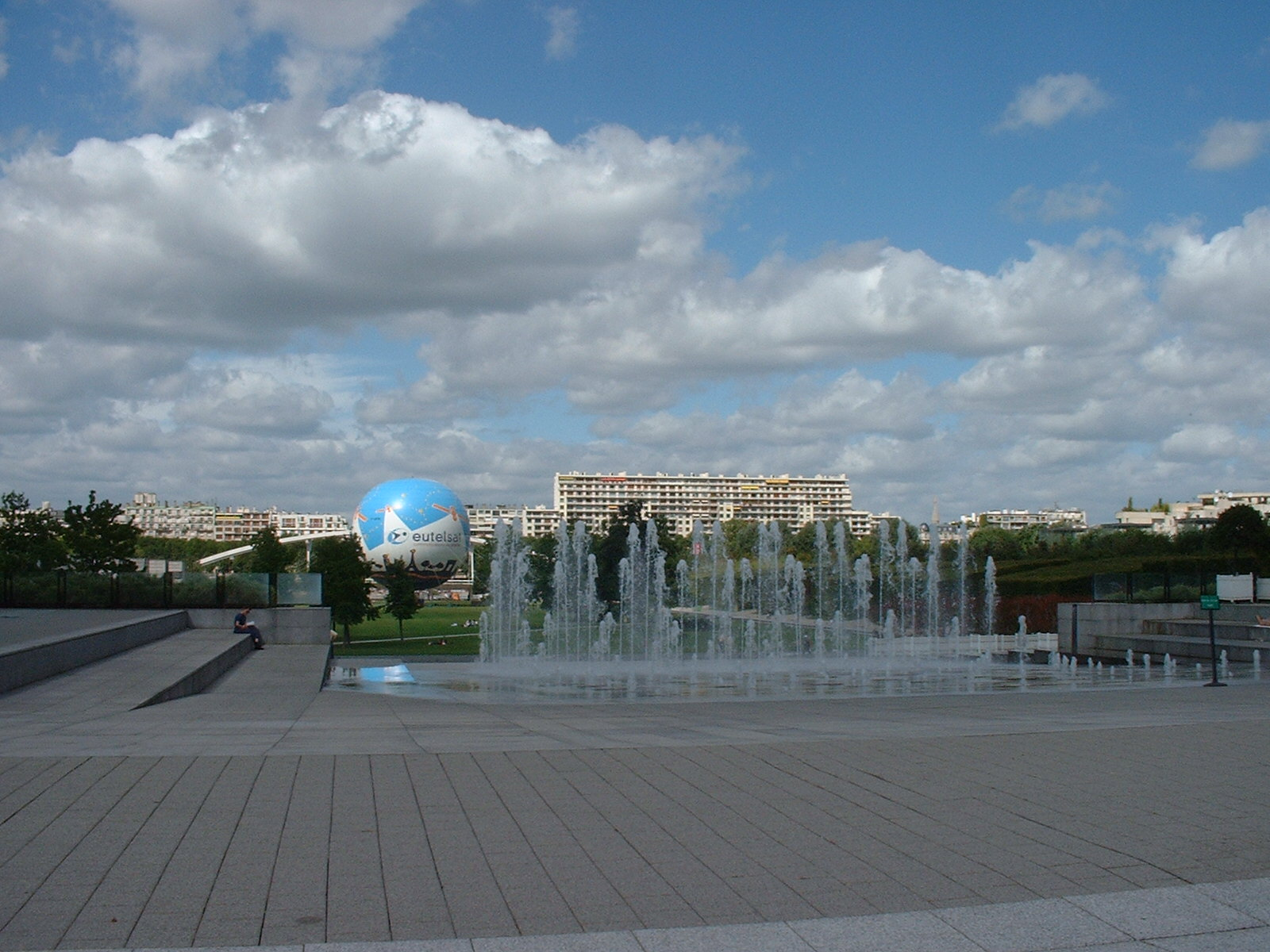
噴水とユーテルサット風船

公園は約273 x 85メートルの中央の長方形の芝生の周りに建てられている。
セーヌ川に向かって緩やかに下る斜面でこの公園は川に沿って面積24 ヘクタール 以上におよび、緑豊かな植生と水生風景に囲まれている。セーヌ沿いで河岸の風景を取り込んだ公園や庭園は幾つかあるが、セーヌの水際に直に接しているのはここだけで、傾斜した細長い敷地の対角線上を北東から南西に通路が走り敷地全体が東西に二分割され、東側をクレマンのチームが、西側をプロヴォストのチームが担当。中央部には芝地に広がる開放的なデザインが広がり、小川のような水路が巡っていく。
北東に噴水を囲む2つの大きな温室パビリオンがあり、河岸から斜面を見上げた見晴らしの最深部には一対のギリシャ神殿を思わせる、鉄骨にガラス張りの巨大な建築物が左右対称に並んでいる。一つはエキゾチックな植物と地中海植物を収容している。オランジェリーの温室は貸与も可能。向かって左が地中海庭園をすっぽり収めた温室で右は多彩な文化的イベントに使われるオランジュリとその間に、噴水が断続的に高さを変えながら噴き上げる水の列柱広場が置かれている。Article à référence nécessaire 下の人工島にも竹の木が植えられている。ダンスの噴水を特色とする舗装されたエリアによって分けられている。
芝生の南端は、中断された通路が並ぶ花崗岩のガードハウスを通って達する高さの反射するプールで構成された記念碑的な運河 - "Jardin desMétamorphoses"に囲まれている。
北側には2つの小さな庭園があり、それぞれが異なる景観と建築デザインを持つ6つの「直列庭園」と、風速の異なる速度に対応するために選択された野生草を提示する「移動庭園」を設置。
河岸以外の芝地を囲む三方に趣向を凝らした多彩な庭を展開させ庭はそれぞれ区分けされ、《黒い庭》 《繁茂する庭》 《連なる庭》 《白い庭》等々、個性を競い合っていく。それぞれが独立した庭はどれもユニークで新鮮であるが14ヘクタールの広大な地に設定されたアイデア満載のシーンをたどりながら驚いたり、感動したりまた、子供の遊ぴ場から大人の瞑想の場まで揃っているので、老若男女のだれもが自分の居場所を見つけることができる仕掛けとなっている。多彩な庭のなかで、21世紀の庭として訪れる人たちを魅了しているのが《繁茂する庭》で野生の小灌木や蔓性植物の藪、野の花や雑草が、なすがままの好き放題に生えた草ぼうぼうの原っぱのような場所であり、緑に埋もれるようにベンチが占し、ここのベンチだけはいつ行っても先客がいるほどの人気スポットになっているがこの野原のような緑地はジル・クレマンが試行錯誤の末に創りあげた手の込んだ「野生の庭」で、現在も庭師たちが厳格なマニュアルを基に細心の注意を注いで育て、手をかけて維持している。
事業主体D. P. J. E. V.で施工管理は、ギュイ・シュラン、ヤニク・グルレ、資料管理 : サバティエ、ヴァレ。現場監督 は GEMO。設計は、ジル・クレマン(ペイザジスト) フィリップ・ニエ(ペイザジスト) アラン・プロヴォ (ペイザジスト)パトリック・ベルジェ(建築家)パトリック・シャルアン(建築家)ジャナン・ガリアーノ (建築家)ジャン＝マクス・ロルカ (噴水設計家)ジャン= ポール・ヴィギエ(建築家)ジャン＝フランソワ・ジョドリー(建築家)の各氏。
800 m 直線園路が斜めに交差しており、園路からの風景は水の交差点、芝生、竹、階段、と様々である。
セーヌ川沿いの自動車交通は、長さ440メートルの地下鉄Citroën-Cévennes地下鉄を通過するRER C線ルートにあたる。

## 活動
"シリアルガーデン"と呼ばれるいくつかのテーマガーデンは、惑星の刺激、色、曜日、意味、そして原子番号をまとめて、北の境界を形成。
|   | 庭                 | 水との関係   | 金属     | 金属 | カラー     | 意味         | 惑星 | 日     |
| - | ------------------ | ------------ | -------- | ---- | ---------- | ------------ | ---- | ------ |
| 1 | ブラックガーデン   | 海           | 鉛       | 82   | 黒         | （ 本能 ）   | 土星 | 土曜日 |
| 2 | ブルーガーデン     | 雨           | 銅       | 29   | ブルー     | 香り         | 金星 | 金曜日 |
| 3 | グリーンガーデン   | 噴水         | 錫       | 50   | グリーン   | 聴覚         | 木星 | 木曜日 |
| 4 | オレンジガーデン   | ストリーム   | 水星     | 80   | オレンジ   | 触覚         | 水星 | 水曜日 |
| 5 | 赤い庭             | 滝           | 鉄       | 26   | 赤         | 味           | 火星 | 火曜日 |
| 6 | シルバーガーデン   | 川           | 銀       | 47   | 銀         | 視覚         | 月   | 月曜日 |
| 7 | ゴールデンガーデン | （ 日時計 ） | ゴールド | 79   | ゴールデン | 超感覚的知覚 | 太陽 | 日曜日 |

金色の庭園には現代的なスタイルの日時計があるが、日陰にあるため公園の装飾物と化している。

Le parc
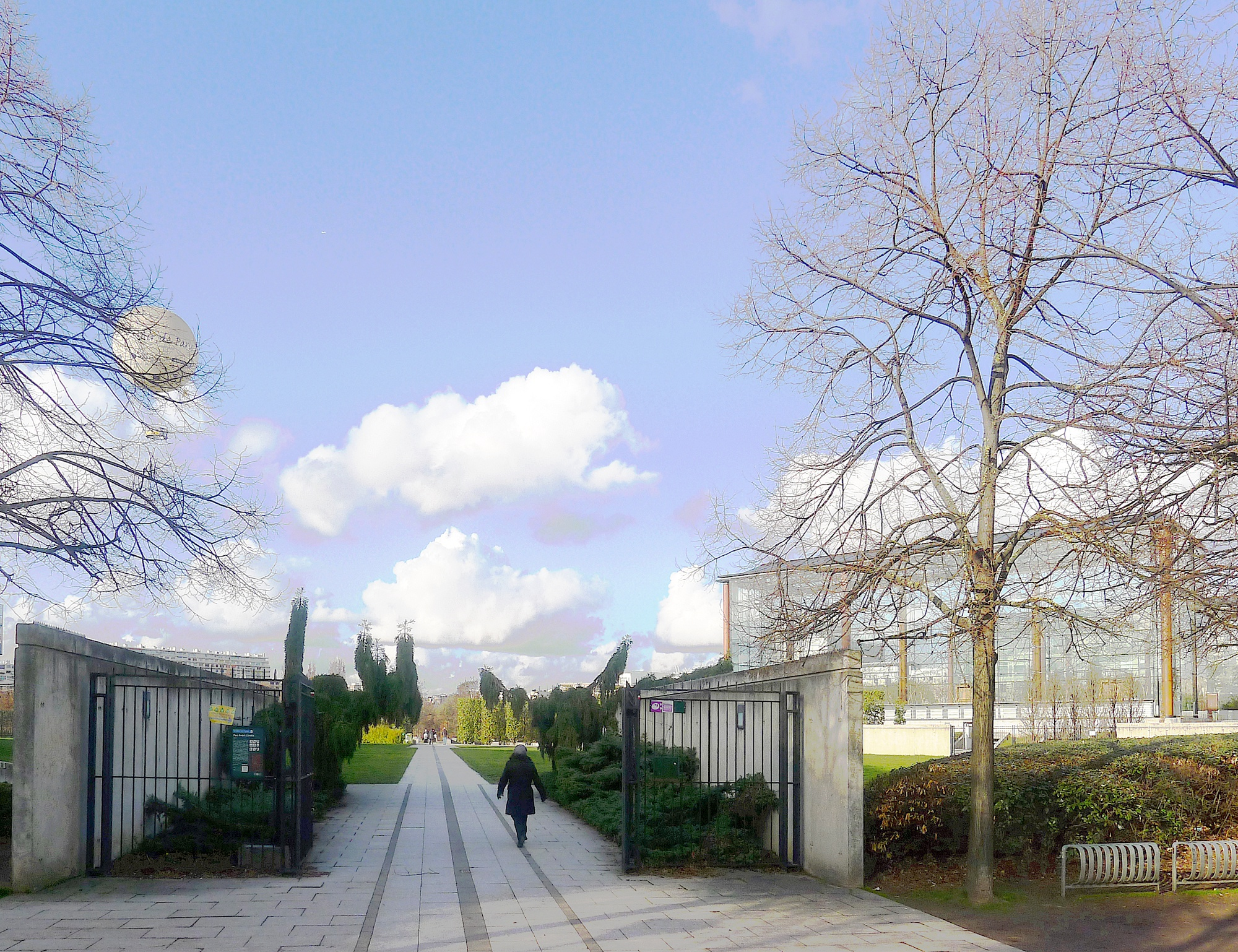
公園の入り口のひとつ。
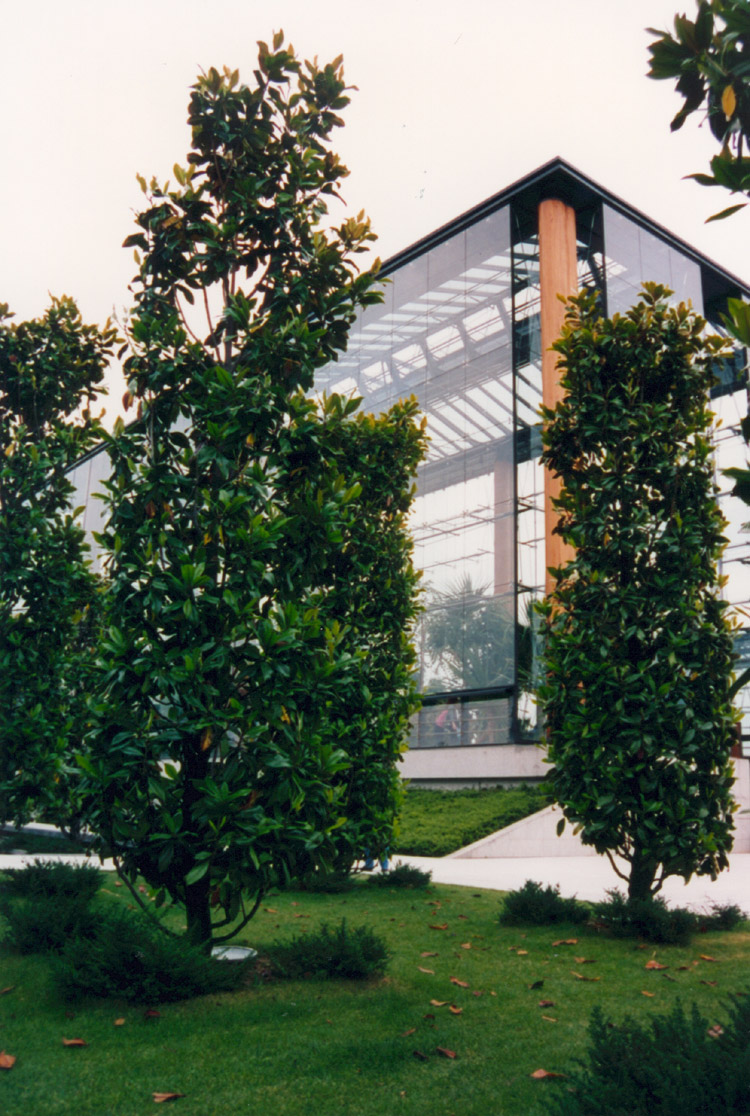
温室
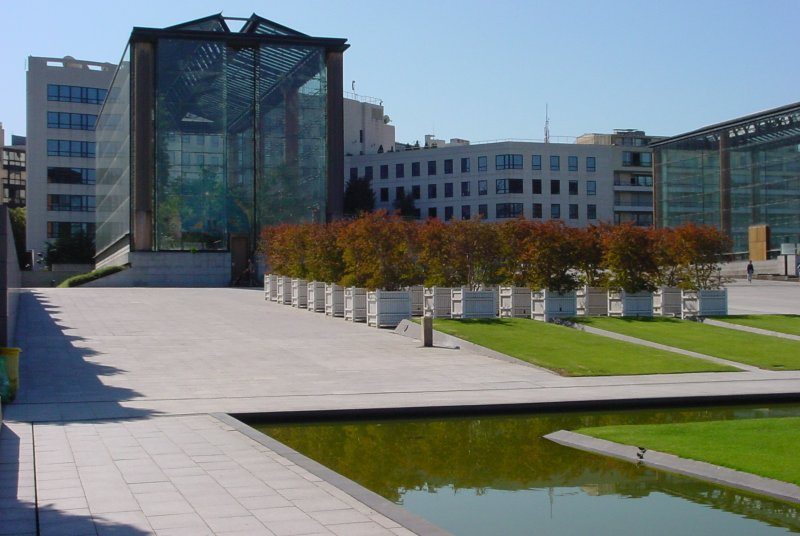
大きな熱帯温室
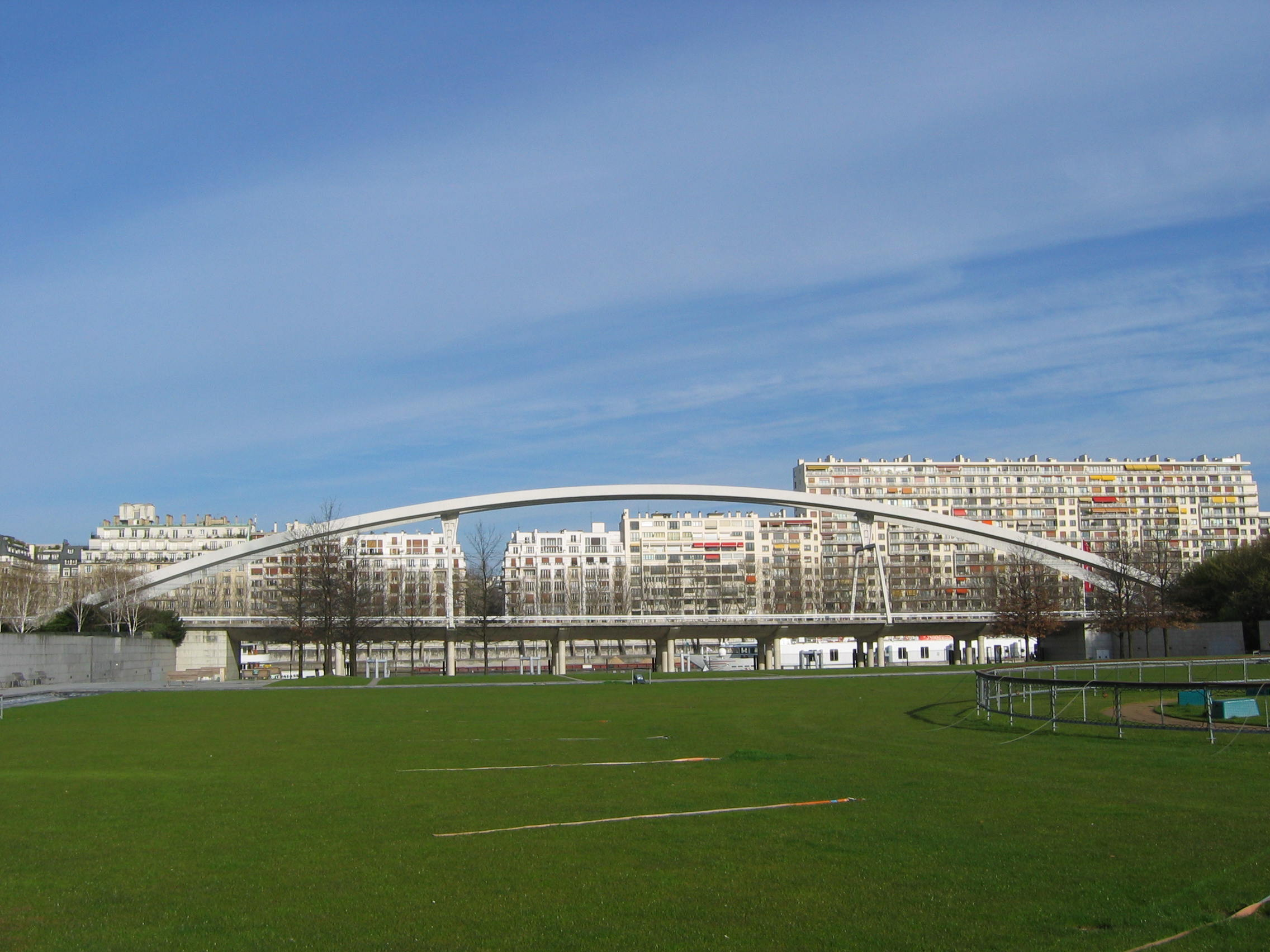
QuaiAndré-Citroënの高架橋。

## キャプティブバルーン
1999年以来、公園はBallon Generaliという名前に変更された（以前はアジアス（Fortis）、ユーテルサット（Eutelsat）、Air Parisなど）150 mまでのキャプティブバルーン、最適な気象条件の下でパリの上300メートルまで、最大30人の訪問者を持ち上げることができるヘリウム気球がある。 10分乗船し、シャン・ド・マルス公園、セーヌ川、サクレクール寺院の大聖堂とパリ・ド・ノートルダム大聖堂が望めるビューを提供。ただしその照明の色は大気汚染率と空気の質によってそのときどきで異なる。

Le ballon captif
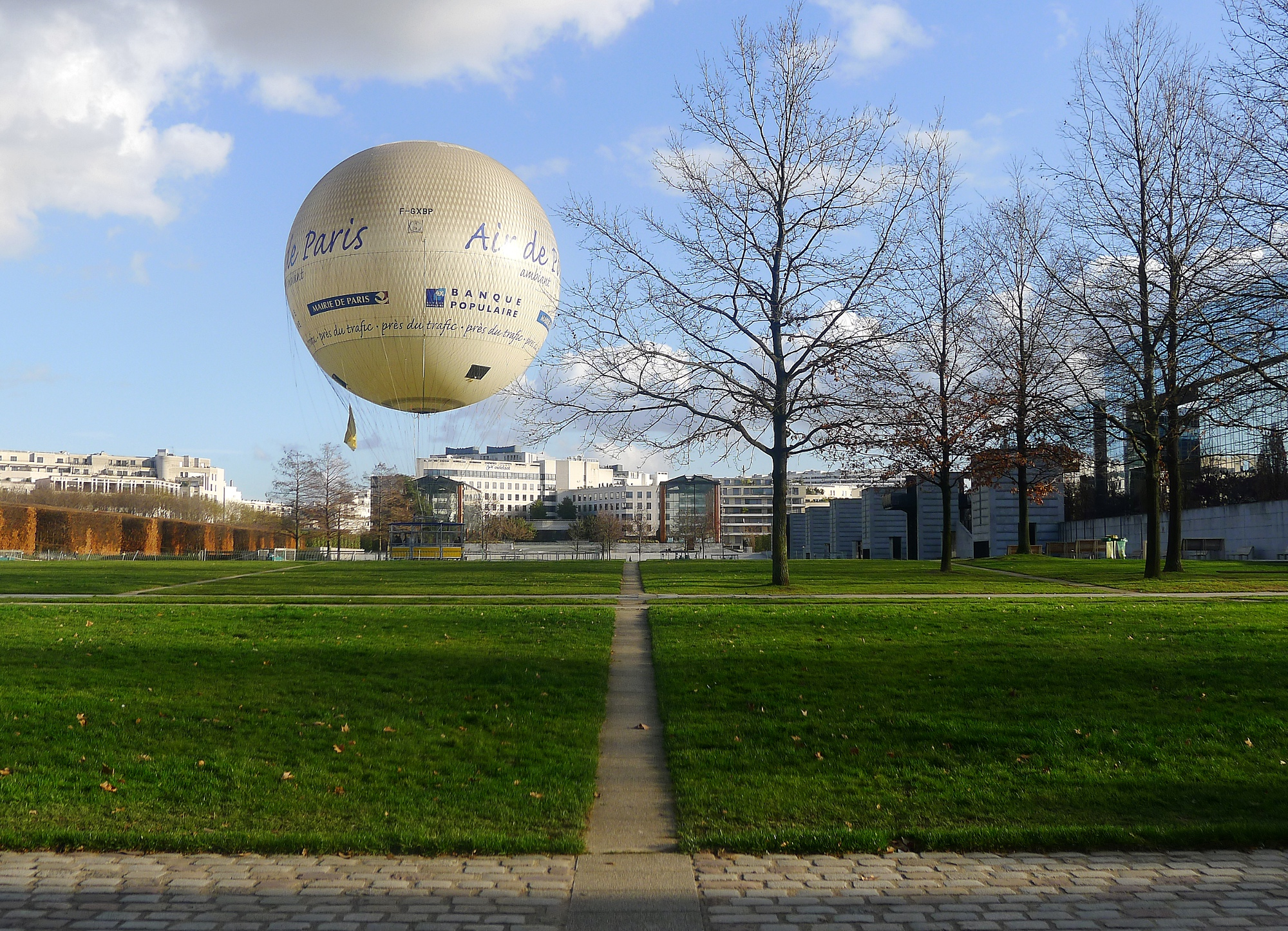
ボールは地面に着地。
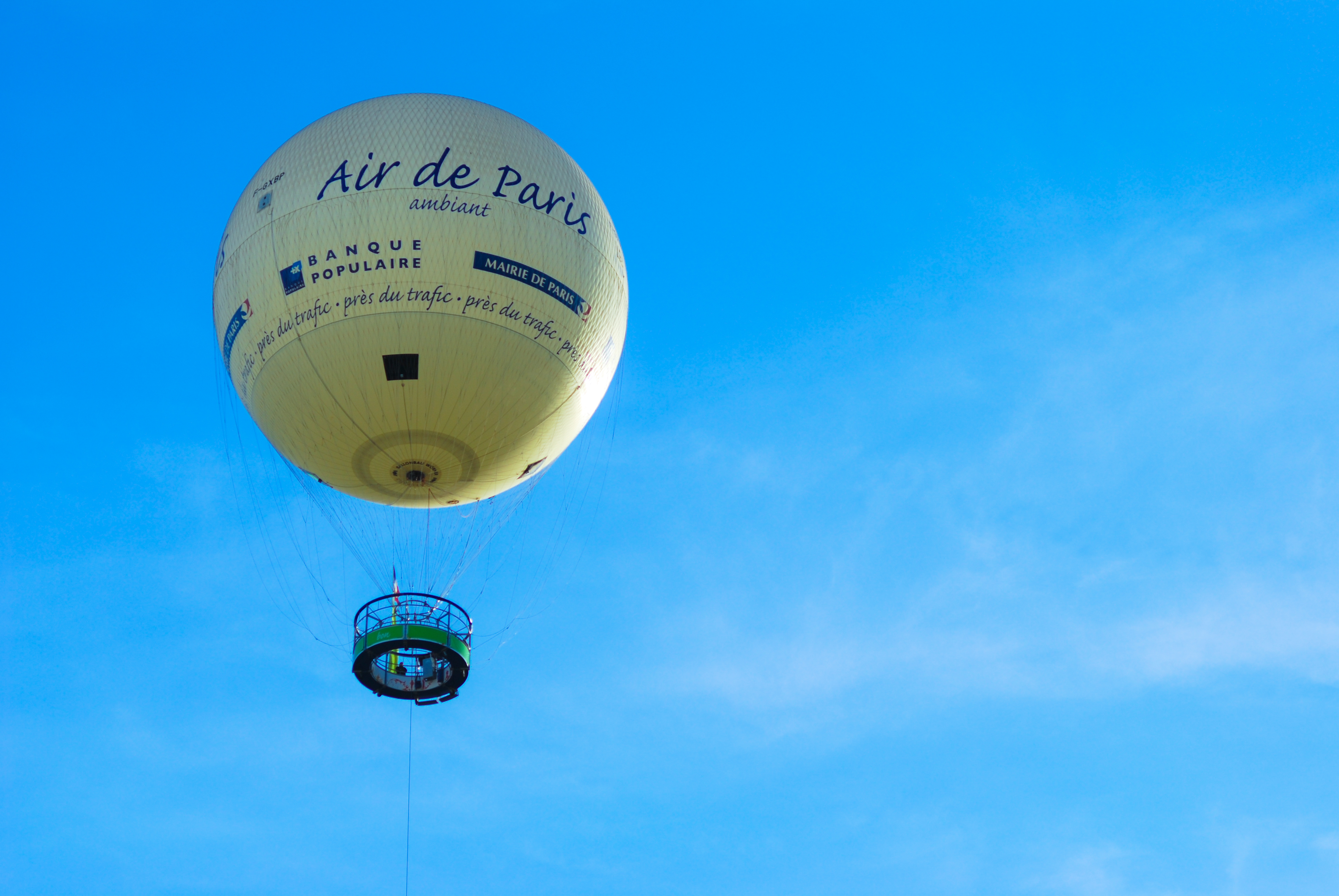
飛行中のパリの気球。
公園のパノラマビュー。

## メンテナンス
2013年11月15日にシトロエン - ブチカット自治区評議会の報告によると、閉鎖された温室、空の盆地、閉鎖された通路について副市長は担当として見解を述べている。